# 4013 Ogiria
4013 Ogiria eller 1979 OM15 är en asteroid i huvudbältet som upptäcktes den 21 juli 1979 av den rysk-sovjetiske astronomen Nikolaj Tjernych vid Krims astrofysiska observatorium på Krim. Den har fått sitt namn efter Maiya Borisovna Ogir'.
Asteroiden har en diameter på ungefär 15 kilometer och tillhör asteroidgruppen Themis.